# Katafa, Vas
Katafa  este un sat în districtul Körmend, județul Vas, Ungaria, având o populație de 364 de locuitori (2011). 

## Demografie
Componența etnică a satului Katafa
     Maghiari (98,74%)
     Germani (1,26%)
Componența confesională a satului Katafa
     Romano-catolici (55,22%)
     Luterani (15,93%)
     Reformați (5,77%)
     Fără religie (3,3%)
     Necunoscută (19,78%)
Conform recensământului din 2011, satul Katafa avea 364 de locuitori. Din punct de vedere etnic, majoritatea locuitorilor (98,74%) erau maghiari, cu o minoritate de germani (1,26%).  Din punct de vedere confesional, majoritatea locuitorilor (55,22%) erau romano-catolici, existând și minorități de luterani (15,93%), reformați (5,77%) și persoane fără religie (3,3%). Pentru 19,78% din locuitori nu este cunoscută apartenența confesională.